# Saint-Jacques-en-Valgodemard

Saint-Firmin este o comună în departamentul Hautes-Alpes, Franța. În 1 ianuarie 2022 avea o populație de 115 de locuitori.